# Kurtziella citronella
Kurtziella citronella är en snäckart som först beskrevs av Dall 1886.  Kurtziella citronella ingår i släktet Kurtziella och familjen kägelsnäckor. Inga underarter finns listade i Catalogue of Life.